# 琅岐区
琅岐区（1963年6月—1969年11月）是中华人民共和国福建省福州市历史上的一个市辖区。
1963年6月，琅岐人民公社改制为琅岐区，隶属福州市人民政府郊区行政办事处；同年8月，琅岐区辖上岐、下岐、衙前、三平、吴庄、海屿、凤窝、龙台、云龙、金沙等人民公社。1969年11月，琅岐区改称琅岐人民公社。